# Американо
Америка́но (итал. caffè americano — кофе по-американски) — способ приготовления кофе, заключающийся в соединении определённого количества горячей воды и эспрессо.
Не стоит путать американо с эспрессо-лунго (в нём вся вода готовится с кофейной массой) или Лонг блэк (в нём эспрессо наливается в кружку с горячей водой).

## История
Слово americano означает «американец» на итальянском, испанском и португальском языках. Иногда утверждается, что этот термин пришел в английский язык из итальянского в 1970-х годах. Caffè americano по-итальянски означает «американский кофе». Существует популярное, но неподтвержденное мнение, что этот напиток придумали в Италии во время Второй мировой войны для американцев как аналог американского популярного фильтрового напитка «регуляр». Ещё одна версия: американские солдаты в Италии разбавляли эспрессо горячей водой, чтобы получить такой кофе, к которому они привыкли. Общим у этих двух напитков были лишь большой объём и не очень выраженный вкус. Однако Оксфордский словарь английского языка называет этот термин заимствованием из центральноамериканского испанского cafe americano, уничижительно обозначающего мягкий кофе, словосочетания, появившегося в середине 1950-х годов. Его первое использование в английском языке зафиксировано в ямайской газете Sunday Gleaner в 1964 году. Термин caffè americano («американский кофе») вошёл в итальянский язык позже, чем в английский или испанский, возможно, как заимствование из одного из двух этих языков.

## Приготовление
Американо готовится из одной или двух порций эспрессо, в который добавляется от 30 до 470 мл горячей воды. В процессе приготовления горячую воду можно брать как из специальной эспрессомашины, так и из отдельного чайника или подогревателя. Если кофе готовится в эспрессомашине, то рекомендуется выбрать давление 9 бар и температуру воды 90 градусов Цельсия. При этом на порцию берётся от 18 до 20 граммов свежемолотого кофе. Сварив в машине эспрессо, к нему добавляют горячую воду (обычно в соотношении объёмов 1:1). В американо для обогащения вкуса могут добавляться сливки или молоко, разнообразные сиропы, корица, шоколад.
Схожим по составу, однако отличающимся по рецептуре, является кофейный напиток «Лонг блэк» (англ. Long Black). Лонг блэк получается при добавлении в чашку с горячей водой порции эспрессо.

## Разновидности
- Холодный (ледяной) американо — изготавливается путём добавления холодной, а не горячей воды;
- «Рэд ай» (англ. Red Eye, также известен как «Канадиано») — изготавливается аналогично американо, но с использованием кофе из кофейного фильтра вместо воды.
- Классический итальянский американо — в эспрессо добавляют горячую воду, при этом разрушается пенка (крема), и она не является показателем качества как в эспрессо.